# Atherigona budongoana
Atherigona budongoana är en tvåvingeart som beskrevs av Fritz Isidore van Emden 1940. Atherigona budongoana ingår i släktet Atherigona och familjen husflugor. Inga underarter finns listade i Catalogue of Life.